# 湯たんぽ

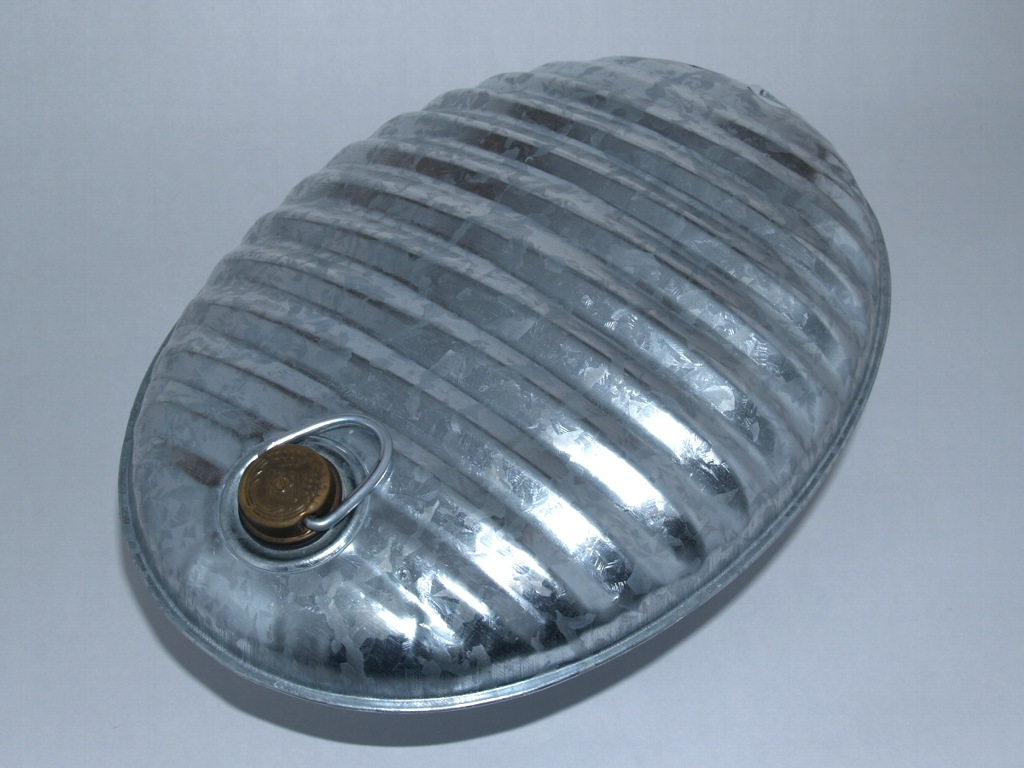
日本の金属製湯たんぽ

湯たんぽ（ゆたんぽ、湯湯婆）は、体を温めるために湯を入れて使用される容器。容器は金属や陶器、樹脂などで作られる。簡便な暖房器具の一種で、温熱を用いたケアである温罨法（おんあんぽう）に用いる器具でもある。

## 一般的な湯たんぽ
一般的な湯たんぽは、熱源となる湯を注入、排出するための開口部とそれを閉じるための蓋を備えた中空の容器である。

### 素材
湯たんぽの素材には金属製（トタン、真鍮、銅、アルミニウムなど）、陶製、ゴム製、プラスチック製がある。湯たんぽの素材は、古くは陶器・金属であったが、現代では樹脂（ポリエチレン、プラスチック、天然ゴム、PVC）の容器なども使用されている。金属製や樹脂製の代表的な形状に波付き亀の子型と呼ばれる表面が波型に加工されたものがある。

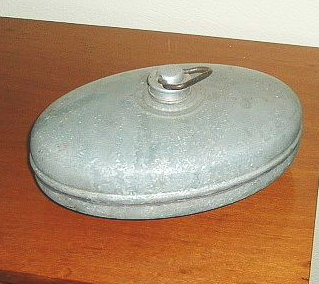
西洋の金属製湯たんぽ
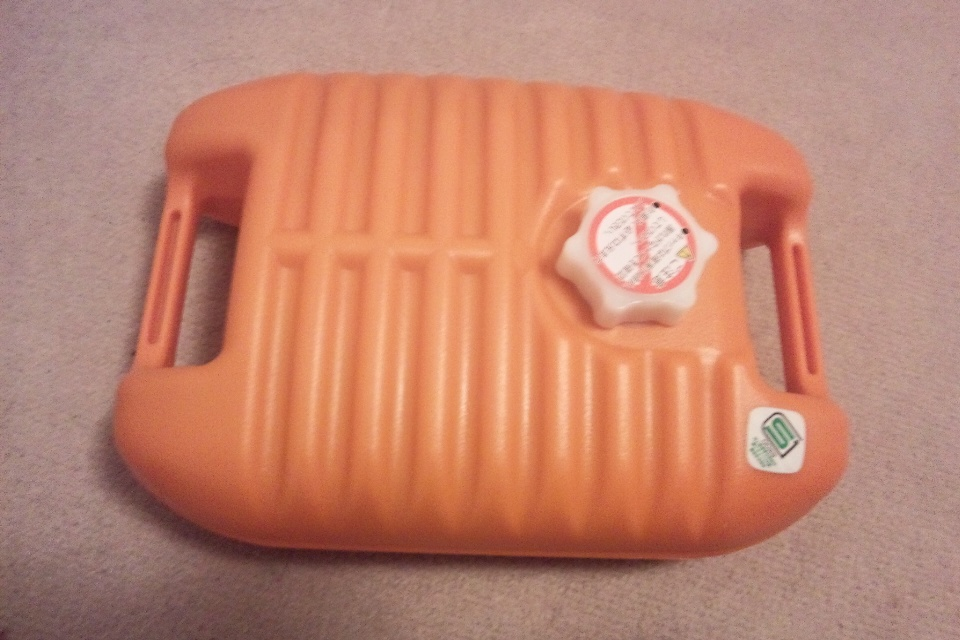
プラスチック製湯たんぽ
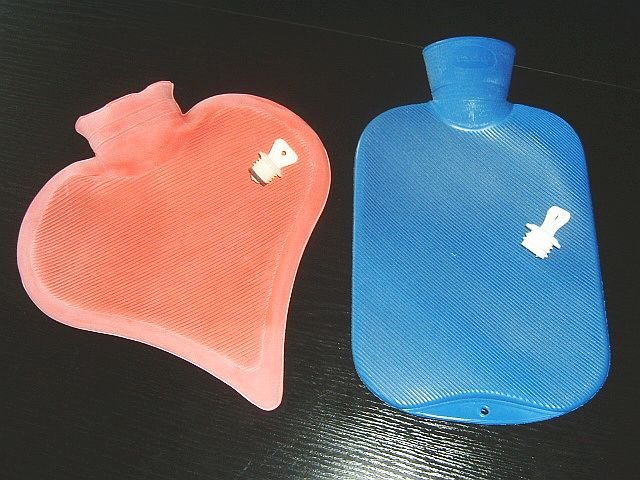
ポリ塩化ビニル製湯たんぽ
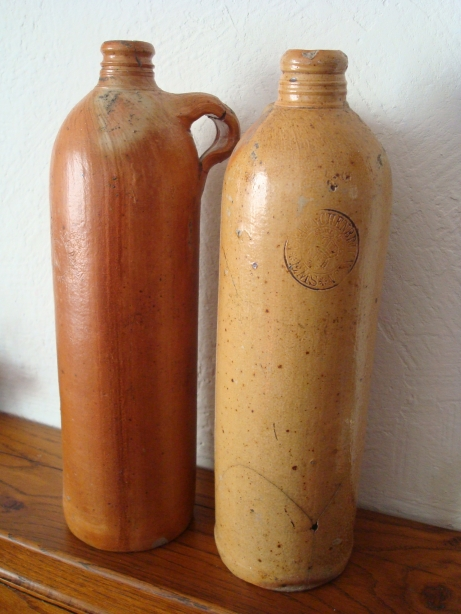
砂岩で作られた湯たんぽ

### 使用方法
やかんなどで加熱した湯を注いで栓をし、就寝時に布団などへ入れて暖房とする。体や足を暖めるほか、椅子の背もたれや膝・足先に置いて、足や腰をあたためられる。湯を注いで使用するタイプの製品などでは、就寝のため寝具を暖める場合、あらかじめ布団等を暖めておき就寝時には布団から出すよう指示があるものもある。
湯を入れる場合には、湯たんぽを完全に満たさなくてはならない。これは湯たんぽの内部に水蒸気および高温の空気が残っていると、時間とともにそれらが冷えて凝結、収縮することで内部の圧力が下がり、湯たんぽが変形または破損するおそれがあるためである。
湯たんぽの中には、湯の量が少なくても湯たんぽが破損しないよう、空気を通すが水は通さない弁を蓋に備え、内部の圧力が下がるに従って外気を吸入し大気圧との釣り合いを取る構造のものも発売されている。
洗面所に給湯設備がなかった昭和時代では、一晩使った湯たんぽのぬるま湯を洗面器に入れて朝の洗面に用いた。

### 湯たんぽ用カバー
湯たんぽを使用する際には、安全の観点や、保温力を長時間に高めるために「湯たんぽ用カバー」を利用することが推奨される。

## 他の方式の湯たんぽ

### 電子レンジ加熱式湯たんぽ
電子レンジ加熱式湯たんぽは、樹脂製の容器（樹脂フィルム製の袋や樹脂製のケース）に保温剤を入れたもので、電子レンジで温めて保温用具とするものである。
過剰な加熱（再加熱や出力の高いレンジの使用を含む）による破損や破裂、過剰な加熱、長期間の使用による強度低下、内容物の漏出や飛散による火傷などに注意が必要である。

### 電気蓄熱式・充電式
電気蓄熱式・充電式の湯たんぽもある。「電気湯たんぽ」ともいう。これは熱媒体として湯の代わりに弱塩化ナトリウム水溶液が充填されており、これを電熱により加温して徐々に放散させるものである。基本的に、家庭用電源を利用するため電源コードを使うが、パソコンのUSB端子を利用した小型の電気湯たんぽも登場している。

## 特徴
温熱を用いたケアである温罨法（おんあんぽう）には、蒸しタオルや温湿布などの湿熱温罨法と湯たんぽやホットパックなどの乾熱温罨法がある。これらの方法には皮膚温や皮膚血流量の上昇や腸蠕動の亢進などの効果が認められている。

### メリット
安さ
他の暖房器具に比べ購入価格が安く、また使用する際の光熱費も安い。室内の暖房を使用する際に、一緒に湯を沸かして湯たんぽに使うこともできる。
使いやすさ
使用中に電気や火力が不要で、火災の危険性が無く、室内の空気を汚したり乾燥させる事が無い。持ち運びも容易である。

### デメリット
高温やけど
高温の湯の取り扱いに注意が必要である。
低温やけど
長時間皮膚に触れていると低温やけどになる恐れがある。
破損等による事故
劣化等により本体が破損・破裂したり、蓋が破損したり外れることによる事故例がある。充電式でも、専用カバーを付けたままの充電や布団の中での充電などの誤った使用により発火、発煙、破裂等の事故が発生した報告がある。
直接過熱による事故
アルミ式や陶磁式の湯たんぽを直火にかけて湯を沸騰させるという使用方法が流布しており、マンガ「サザエさん」や「三丁目の夕日」でも描かれているが、危険な使用方法である。現在の製品では、説明書で直火にかけてはならない旨、注意書きされている。

## 歴史
中国では「湯婆」(tangpo)と称されていた。「婆」とは「妻」の意味であり、妻の代わりに抱いて暖を取ることを意味している。「湯婆」のみで湯たんぽを表すが、そのままでは意味が通じないために日本に入ってから「湯」が付け加えられ「湯湯婆」となったとされている。
日本には室町時代に中国から伝来した。日本で最初の文献は1484年（文明16年）の『温故知新書』及び季弘大叔の『蔗軒日録』とされている。また日本で現存する最古の湯たんぽは岐阜県多治見市小名田で出土した「黄瀬戸織部流し湯婆」である。栃木県日光市の輪王寺には徳川綱吉が使用したという犬型の湯たんぽが存在している。江戸時代の湯たんぽは錆びないように素材に高価な銅を用いたものが多く、暖をとるために湯を使うことも難しかったため庶民が使うことができるものではなかった。もとは医療具であるが関西地方では酒の燗のための器具のことも意味するようになり、江戸時代には酒器に転用された例もある。
陶磁器製の湯たんぽは文政年間には存在したが、本格的に作られるようになったのは明治期からである。大正期になると波型のトタン製湯たんぽが普及。しかし戦時中は金属が貴重となったため、陶器製のものが使われるようになった。現在ではプラスチック製やポリ塩化ビニル製のものが湯たんぽの主流となっているが、金属やプラスチック製と違い、陶器製は保温性が良く遠赤効果があるとされている。
1990年代になってから、保温性の高い液体をプラスチックの容器内に密閉し、電子レンジで加熱することにより湯水の出し入れをしなくてもよいものが登場したが、加熱のし過ぎによって容器が破損し、内部の高温の液体が漏れ出して火傷を負う事故があったため、メーカーのADEKAが利用者に商品の回収を呼びかけている。
2007年（平成19年）からは原油価格の高騰によって省エネルギー性が注目され、商品数・売上が増加している。